# الكباث

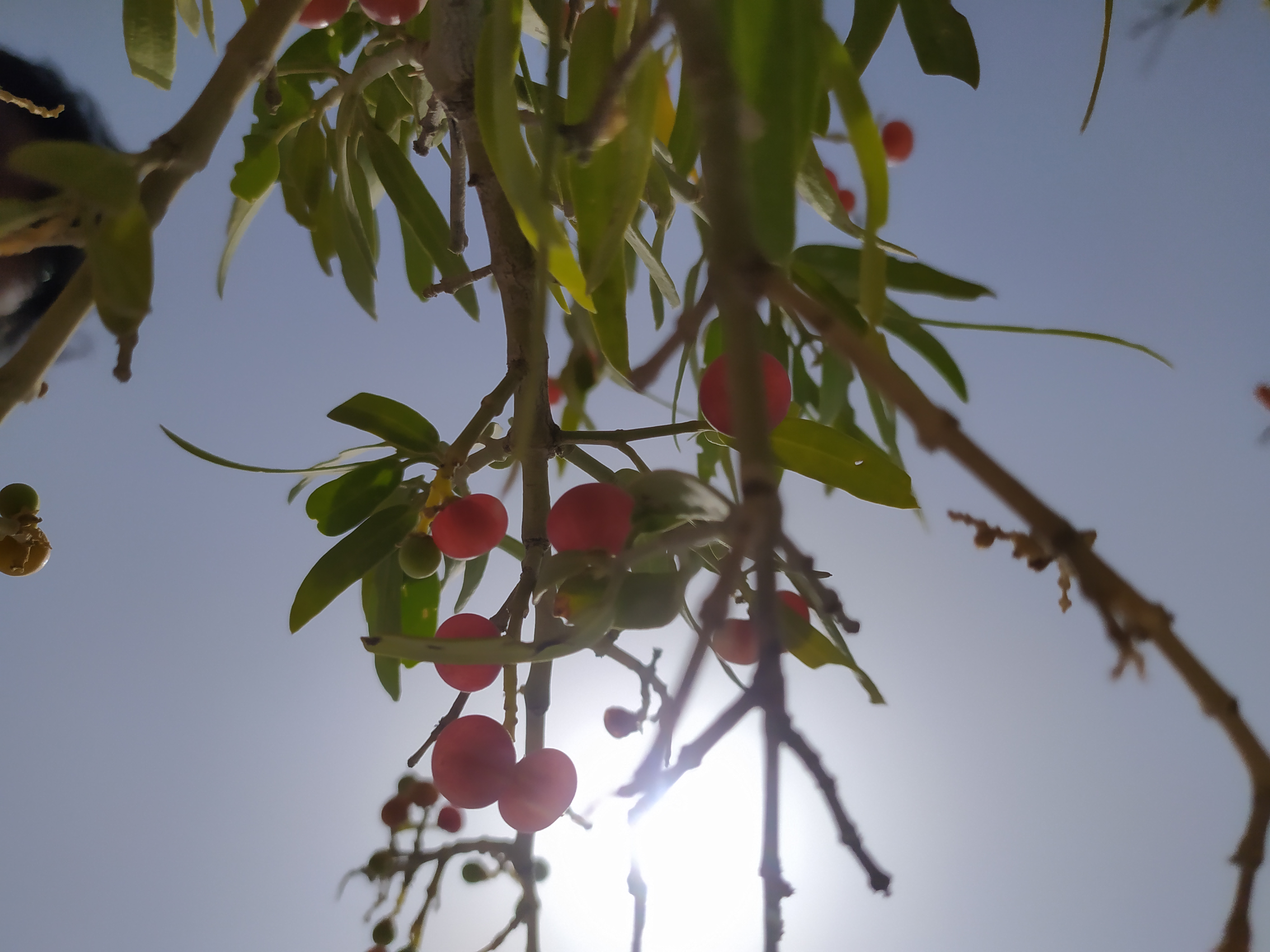
الكباث، ثمر نبات الأراك

الكباث (بفتح الكاف والباء الموحدة المخففة والثاء المثلثة) هو ثمرة نبات الأراك، وهو نبات صحراوي معمّر دائم الخضرة، عُرف تاريخيًا بشمال وجنوب الحجاز في السعودية،يمكن استخدام أغصان شجرته كمسواك للأسنان ، كذا يسمى كباث الأراك ، ويعتمد عليها في رعي الأغنام، فهي ترعى على أغصانه، ويأكل البشر والطيور من ثماره، كما يكتسب حليب الماشية التي تأكلها رائحة زكية، وهذه الثمرة أرتبطت بحديث نبوي شريف بَيَّن أن كل الأنبياء كانوا يرعون الغنم في فترة من حياتهم:
عن جابر بن عبد الله قال: «كنَّا مع رسول الله ﷺ بمر الظهران نجني الكباث فقال ﷺ: عليكم بالأسود منه فإنه أطيبه، فقال أكنت ترعى الغنم، فقال ﷺ: نعم وهل من نبي إلا رعاها.» متفق عليه
والكباث من الفاكهة المفضلة لدى رعاة الأغنام؛ لحلاوة مذاقها، وقصر موسم حصادها.